# 宗義和
宗義和（日语：／ Sō Yoshiyori，1818年9月4日—1890年8月13日），日本江戶時代末期大名、對馬府中藩第15代藩主。
宗義和是第13代藩主宗義質的次子。最初他被過繼給叔父暢孫質直當養子，後又成為樋口暢英的養子。在此期間，他接受兄長宗義章的偏諱，取名章貞。1842年（天保十三年），第14代藩主宗義章突然去世，他以末期養子的身份回到宗家，並繼承了家督之位，改名「義和」。
宗義和試圖整頓混亂的藩政，但失敗了。另外，他對側室碧所生的兒子勝千代寵愛有加，將宗義達的繼承人之位廢去，改立勝千代為繼承人，引起御家騷動。勝千代在1859年夭折後，宗義達被重新確立為繼承人，翌年，碧被流放。
1861年（文久元年），發生俄羅斯軍艦佔領對馬事件。對馬藩的江戶家老佐須伊織以此為契機，向江戶幕府秘密提出將對馬藩收為幕府天領、將宗氏改封別處的請求。然而計劃泄露，翌年，對馬藩家老勝井五八郎派人將伊織暗殺。此後尊王攘夷派執掌了藩政，並與長州藩結盟。宗義和被迫將家督之位讓給了宗義達並隱居。
廢藩置縣後，宗義和歷任小茂田湊神社宮司、海神神社宮司、長崎皇典購究分所監督等職。1885年（明治18年）敘正四位。1890年（明治23年）敘從三位，同年去世。
| 宗義和        |                                    |               |
| 前任： 宗義章 | 宗氏當主 1842年—1862年             | 繼任： 宗義達 |
| 前任： 宗義章 | 對馬府中藩第15代藩主 1842年—1862年 | 繼任： 宗義達 |